# The Artist in the Ambulance
The Artist In The Ambulance es el tercer álbum de estudio de la banda estadounidense de rock Thrice y el primero con la multinacional Island Records. Llegó al puesto número 16 de la lista Billboard 200. Al igual que sucediera con The Illusion of Safety, una parte de las ganancias se donaron a caridad, en este caso, al Syrentha J. Savio Endowment, fundación que subsidia tratamientos de quimioterapia y medicamentos a los que no se lo pueden costear.

## Lista de canciones
- Toda la música compuesta por Thrice y las letras de Dustin Kensrue

1. "Cold Cash and Colder Hearts" – 2:52
2. "Under a Killing Moon" – 2:41
3. "All That's Left" – 3:20
4. "Silhouette" – 3:06
5. "Stare at the Sun" – 3:23
6. "Paper Tigers" – 3:59
7. "Hoods on Peregrine" – 3:31
8. "The Melting Point of Wax" – 3:29
9. "Blood Clots and Black Holes" – 2:49
10. "The Artist in the Ambulance" – 3:39
11. "The Abolition of Man" – 2:46
12. "Don't Tell and We Won't Ask" – 3:59
13. "Eclipse" – 3:21 (pista adicional para Japón y la edición en vinilo Vinyl)
14. "Motion Isn't Meaning" - 1:53 (pista adicional para Japón )

## Personal

### Thrice
- Dustin Kensrue - voz, guitarra rítmica
- Teppei Teranishi - guitarra solista, voces adicionales, teclados
- Eddie Breckenridge - bajo, voces adicionales
- Riley Breckenridge - batería

### Otros
- Brian McTernan - productor, ingeniería
- Andy Wallace - mezclas
- Michael Barbiero - ingeniero de patería
- Matt Squire - Pro-Tools
- Josh Wibur - Pro-Tools
- Bill Synan - Engineering assistant
- Steve Sisco - asistente de mezclas
- Howie Weinberg - masterización
- Charlie Barnett - arreglos de cuerda / director (1, 8)
- Marcio Bothello - violonchelo (1, 8)
- Osman Kivrak - viola (1, 8)
- Teri Lazar - violín (1, 8)
- Chris Shieh - violín (1, 8)
- Greg Watkins - contrabajo (1, 9)